# Hyporhamphus meeki
Hyporhamphus meeki is een straalvinnige vissensoort uit de familie van halfsnavelbekken (Hemiramphidae). De wetenschappelijke naam van de soort is voor het eerst geldig gepubliceerd in 1993 door Heidi May Banford en Bruce Baden Collette.